# Dabu (Meizhou)

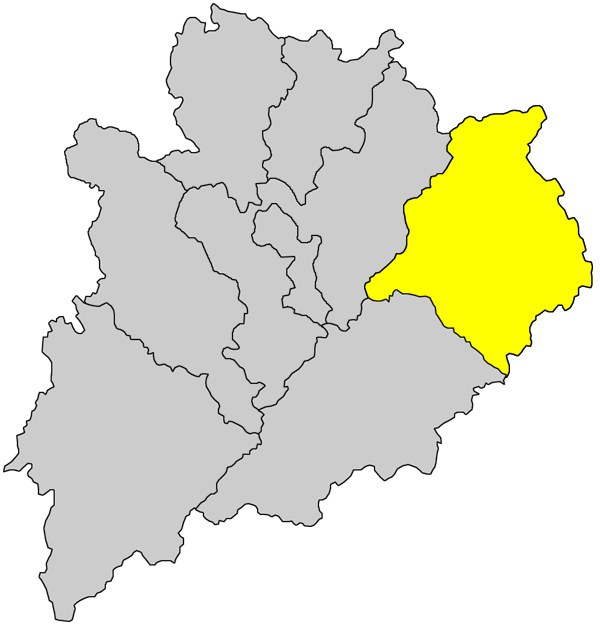
Lage des Kreises Dabu im Verwaltungsgebiet der Stadt Meizhou

Der Kreis Dabu (chinesisch 大埔县, Pinyin Dàbù Xiàn) ist ein Kreis der bezirksfreien Stadt Meizhou in der Provinz Guangdong in der Volksrepublik China. Er hat eine Fläche von 2.462 km² und zählt ca. 330.948 Einwohner (Stand: Zensus 2020).